# Malgitti, Kushtagi
Malgitti là một làng thuộc tehsil Kushtagi, huyện Koppal, bang Karnataka, Ấn Độ.